# Morazzone
Morazzone est une commune italienne de la province de Varèse dans la région Lombardie en Italie.

## Toponyme
Documenté avec le nom Morenzono mais pourrait provenir du prénom septentrional Morasso ou Morazzoni.

## Administration
| Période                                  | Période  | Identité             | Étiquette | Qualité  |
| ---------------------------------------- | -------- | -------------------- | --------- | -------- |
| 8/6/2009                                 | En cours | Matteo Luigi Bianchi |           | géomètre |
| Les données manquantes sont à compléter. |          |                      |           |          |

### Hameaux
C.na Roncaccio, C.na Coronaccio, C.na Ronchetto, C.na Mezzanella, Tamborino, C.na Pagliate, Cuffia

### Communes limitrophes
| Brunello  | Gazzada Schianno | Lozza             |
| Castronno | Morazzone        | Castiglione Olona |
|           | Caronno Varesino | Gornate-Olona     |